# ابن الدهان الواسطي
وجيه الدين، أبو بكر، المبارك بن المبارك بن أبي الأزهر سعيد بن أبي السعادات الواسطي، النحوي الضرير.  المعروف بابن الدهان الواسطي.'.

## حياته ونشأته العلمية
ولد في جمادى الآخرة 532 هـ وقيل 534هـ في واسط في العراق، ونشأ بها، وحفظ القرآن هناك، وقرأ القراءات، واشتغل بالعلم، وسمع بها من أبي سعيد نصر بن محمد بن سالم الأديب، وابن السوادي الشاعر وغيرهم. وقدم بغداد شابًا مع والده، فسكنها، وكان يسكن بالظفرية (محلة بشرقى بغداد)، وسمع من أبي زُرعة طاهر بن محمد بن طاهر المقدسي، ويحيى بن ثابت، وأحمد بن المبارك المرقعاتي، وقرأ الأدب على أبي محمد بن الخشاب، ولزمه في العربية. وصحب أبا البركات بن الأنباري،  وقرأ نصف كتاب سيبويه، وممن روى عنه الزكي البرزالي. وأجاز للشيخ أحمد بن سلامة.

## ثقافته
كان يحفظ في كل يوم كراسًا في النحو ويفهمه ويطارح فيه، حتى برع، وكان يتردد إلى منازل الصدور لإقراء الأدب، وكان شديد الذكاء، ثاقب الفهم، كثير المحفوظ، مضطلعًا بعلوم كثيرة: النحو، واللغة، والتصريف، والعروض، ومعاني الشعر، والتفسير، ويعرف الفقه، والطب، وعلم النجوم، وعلوم الأوائل. وله النظم والنثر، وينشئ الخطب والرسائل، ويتكلم بالتركية والفارسية والرومية والأرمنية والحبشية والهندية والزنجية بكلام فصيح عند أهل ذلك اللسان.

## مذهبه
تفقه أولا لأبي حنيفة، ثم تحول شافعيًا بعد علو سنه، وولي تدريس النحو بالنظامية، إلى أن مات، وشرط الواقف أن لا يفوض إلا إلى شافعي المذهب، فانتقل الوجيه المذكور إلى مذهب الشافعي وتولاه، وفي ذلك يقول المؤيد أبو البركات بن زيد التكريتي:

## مؤلفاته
1. شرح اللمعة.
2. كتاب في النحو. رتبه على أبواب الجمل وشرح من كل باب مسألة.
3. شرح الحماسة للواسطي

## وفاته
توفي ليلة الأحد من شعبان 612هـ ببغداد.